# Nāpau
Le Nāpau, en anglais Nāpau Crater ou Napau Crater, est un cratère volcanique des États-Unis situé à Hawaï, sur les flancs du Kīlauea. But de balade en empruntant le Napau Crater Trail, il offre le seul point de vue autorisé aux visiteurs du parc national des volcans d'Hawaï sur le Puʻu ʻŌʻō, autre cratère en éruption continue entre 1983 et 2018 et situé un peu plus à l'est.

## Géographie

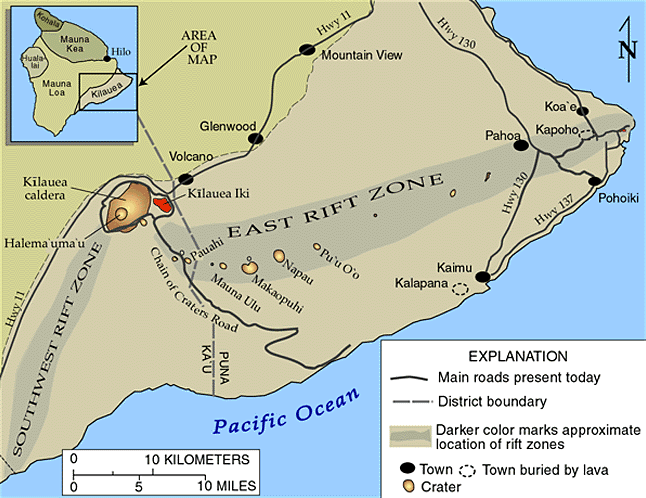
Carte des bouches éruptives du Kīlauea avec le Nāpau.

Le Nāpau est situé aux États-Unis, dans l'archipel d'Hawaï, dans le sud-est de l'île d'Hawaï. Il se trouve sur les flancs du Kīlauea, au sud-est de sa caldeira sommitale, entre le Puʻu ʻŌʻō et le Kamoamoa au nord-nord-est, le Puaʻialua au sud et le Makaopuhi au sud-sud-ouest. Administrativement, il fait partie du district de Puna du comté de Hawaï dans l'État du même nom.
Ce cratère volcanique de forme ovale, ouvert en direction du nord-est et peu marqué culmine à 803 mètres d'altitude,. Un ensemble de fissures volcaniques parallèles traversent le fond du cratère et en sortent en direction du Puʻu ʻŌʻō. La végétation qui recouvre ses parois est totalement absente dans le fond du cratère.
Il est le but du Napau Crater Trail, un sentier de randonnée partant de la Chain of Craters Road située à l'ouest, qui s'arrête sur le rebord occidental du cratère. Cependant, les randonneurs désirant se rendre jusqu'au cratère doivent demander une autorisation aux services du parc national en raison des risques volcaniques présents dans ce secteur du Kīlauea, notamment les gaz volcaniques du Puʻu ʻŌʻō qui peuvent être rabattus par les vents dominants ainsi que le risque de déclenchement soudain d'éruption.

## Histoire

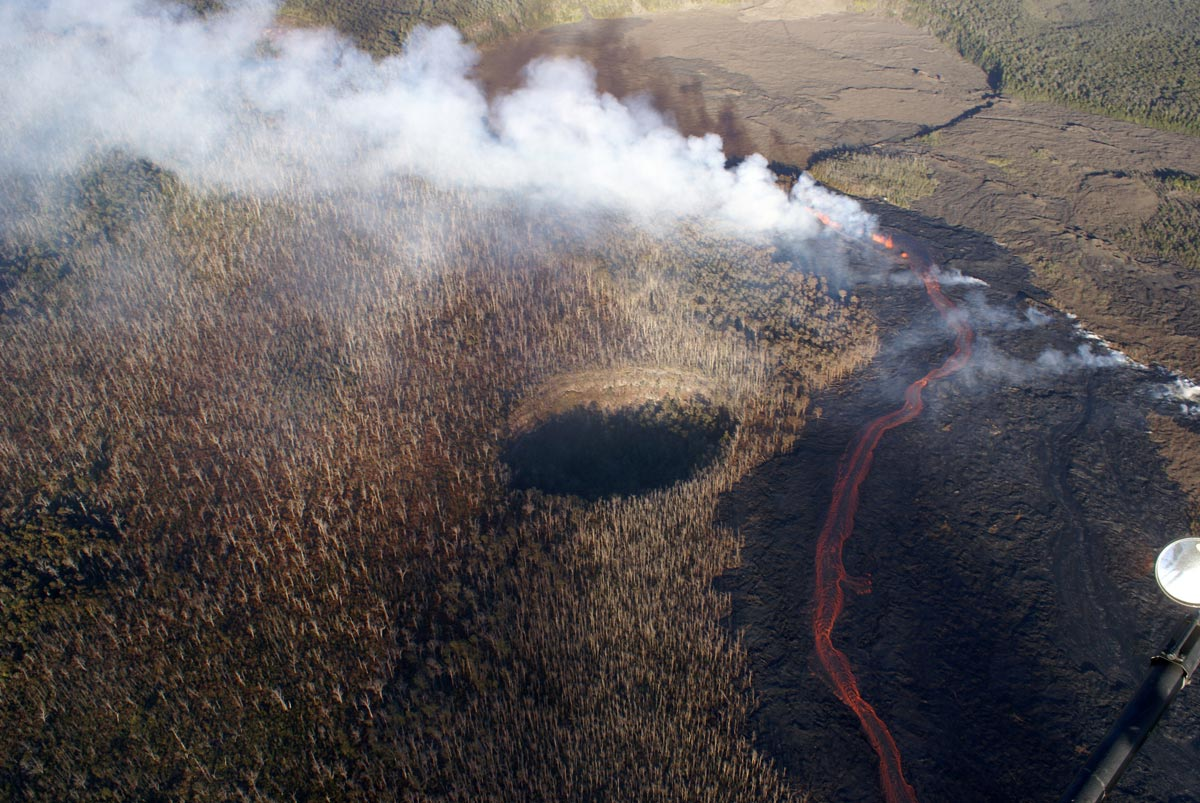
Vue aérienne de l'éruption du Kamoamoa le 9 mars 2011 avec le Nāpau au dernier plan.

Le Nāpau s'est formé du 28 au 30 mai 1922 au cours de son unique éruption d'indice d'explosivité volcanique de 0. Celle-ci a aussi vu des fissures s'ouvrir et a produit 2 × 106 m3 de lave qui a formé des coulées.
Depuis, il a été recouvert à cinq reprises par de la lave émises au cours d'autres éruptions de cratères ou fissures volcaniques. Trois de ces épisodes ont vu des fissures s'ouvrir dans le Nāpau mais ils ne peuvent être considérés comme des éruptions de ce cratère dans la mesure où la lave rejetée ne provient pas du Nāpau mais d'autres systèmes volcaniques du Kīlauea.
Ainsi, en 1968, des coulées de lave issues de fissures ouvertes à l'ouest du Nāpau recouvrent entièrement le fond du Nāpau et certaines s'y déversent en dévalant son rebord nord-ouest.
L'année suivante, dans le cadre de l'éruption du Mauna Ulu, le cratère ʻAlae pratiquement entièrement rempli de lave se vide brutalement dans la nuit du 3 au 4 août 1969, le volume de 10 × 106 m3 de roche en fusion disparaissant dans une crevasse ouverte dans le fond de ce cratère,. Quelques jours plus tard, cette lave refait surface dans le Nāpau,.
Dans la nuit du 29 au 30 janvier 1997, alors que le Puʻu ʻŌʻō est en éruption depuis quatorze ans, le fond et une partie de la paroi de son cratère s'effondrent subitement,. À 2 h 43, six fissures orientées ouest-sud-ouest-est-nord-est s'ouvrent juste à l'ouest, dans et à proximité du Nāpau,. Les premières s'ouvrent à 2 h 43, une dans le cratère, les deux autres au nord-est. À 7 h 16, après avoir formé des fontaines de lave de dix mètres de hauteur, ces premières bouches éruptives se tarissent, ne rejetant plus de lave hormis quelques fragments projetés à quelques mètres de hauteur. La lave a alors recouvert 0,2 km2 de superficie. À 12 h 39 et 16 h 39, deux nouvelles fissures s'ouvrent à l'est du cratère mais là aussi, elles se tarissent rapidement et à 18 h 40, la surface recouverte de lave est d'environ 0,06 km2. Une dernière fissure s'ouvre sur le rebord occidental du Nāpau entre 20 h 43 et 12 h 33 le 31 janvier, la lave recouvrant une superficie de 0,01 km2. L'événement, appelé « épisode 54 », se termine ainsi en moins de 24 heures,. Les volcanologues de l'observatoire visiterons le Nāpau le 1er février afin de cartographier les nouvelles coulées de l'effectuer des prélèvements de gaz volcaniques.
Du 5 au 10 mars 2011, les fissures du Kamoamoa s'ouvrent juste au nord-nord-est du Nāpau et émettent une coulée de lave qui s'éloigne du Nāpau sans le recouvrir.
Enfin, du 15 au 16 septembre 2024, de petites fissures s'ouvrent à l'ouest et dans le cratère et émettent une coulée de lave qui recouvre son fond,.